# Tanith Belbin
Tanith Jessica Louise Belbin (Kingston (Ontario), 11 juli 1984) is een Canadees-Amerikaans voormalig kunstschaatsster. Belbin en haar schaatspartner Benjamin Agosto namen tweemaal deel aan de Olympische Winterspelen (2006 en 2010) en wonnen daarbij een zilveren medaille. Ze wonnen tevens drie keer het Viercontinentenkampioenschap en waren vijfvoudig Amerikaans kampioen.

## Biografie
Tanith Belbin werd op 11 juli 1984 geboren in de Canadese stad Kingston en groeide op in het noordelijker gelegen Kirkland (nabij Montreal). Ze begon op driejarige leeftijd met schaatsen en stapte rond haar achtste of negende jaar over op het ijsdansen. Met Liam Dougherty en Ben Barruco was ze actief in het respectievelijk ijsdansen en paarrijden. Met Barruco werd ze in 1997 tweede bij de Canadese kampioenschappen voor de novice, maar met geen van beide nam ze aan internationale wedstrijden deel.
Na minstens een jaar zonder schaatspartner gezeten te hebben, verhuisde Belbin in 1998 naar de Verenigde Staten. Aangekomen in Detroit (Michigan) werd ze door haar coach gekoppeld aan de Amerikaan Benjamin Agosto. In 2000 ontving ze een werkvisum en twee jaar daarna kreeg Belbin een Green Card. Het paar werd wereldkampioen bij de junioren op de WK junioren 2002. Eind 2005 werd ze officieel Amerikaans staatsburger, net op tijd voor de Spelen in Turijn waar ze zonder de Amerikaanse nationaliteit te bezitten niet aan deel had mogen nemen. Daar wonnen Belbin en Agosto zilver. Verder wonnen ze twee zilveren en twee bronzen medailles op de WK's en zes medailles op het Viercontinentenkampioenschap. Kort na deelname aan de Olympische Winterspelen 2010 in Belbins geboorteland Canada stopten Belbin en Agosto met competitief kunstschaatsen. Belbin is getrouwd met Charlie White. Het stel kreeg in 2017 een zoon. Hij werd vernoemd naar zijn vader en grootvader van vaders kant.

## Belangrijke resultaten
1998-2010 met Benjamin Agosto (voor de Verenigde Staten uitkomend)
| Kampioenschap                | 99/00 | 00/01  | 01/02  | 02/03         | 03/04         | 04/05         | 05/06         | 06/07         | 07/08         | 08/09         | 09/10         |
| ---------------------------- | ----- | ------ | ------ | ------------- | ------------- | ------------- | ------------- | ------------- | ------------- | ------------- | ------------- |
| Olympische Spelen            |       |        |        |               |               |               | Zilver        |               |               |               | 4e            |
| Wereldkampioenschap          |       | 17e    | 13e    | 7e            | 5e            | Zilver        | Brons         | Brons         | 4e            | Zilver        |               |
| Viercontinentenkampioenschap |       |        | Zilver | Zilver        | Goud          | Goud          | Goud          | Zilver        |               |               |               |
| Grand Prix-finale            |       |        |        |               | Brons         | Zilver        |               | t.z.t.        | Zilver        | t.z.t.        | t.z.t.        |
| Nationaal kampioenschap      |       | Zilver | Zilver | Zilver        | Goud          | Goud          | Goud          | Goud          | Goud          | t.z.t.        | Zilver        |
| WK junioren                  | Brons | Zilver | Goud   | geen deelname | geen deelname | geen deelname | geen deelname | geen deelname | geen deelname | geen deelname | geen deelname |
| Junior Grand Prix-finale     | 4e    | Goud   |        | geen deelname | geen deelname | geen deelname | geen deelname | geen deelname | geen deelname | geen deelname | geen deelname |
| NK junioren                  | Goud  |        |        | geen deelname | geen deelname | geen deelname | geen deelname | geen deelname | geen deelname | geen deelname | geen deelname |

t.z.t. = trok zich terug
- Library of Congress Control Number: no2015004240
- Virtual International Authority File: 314815973
- WorldCat: E39PBJhtbMTjYtTCkPjGwmg7pP